# Volkswagen Immobilien

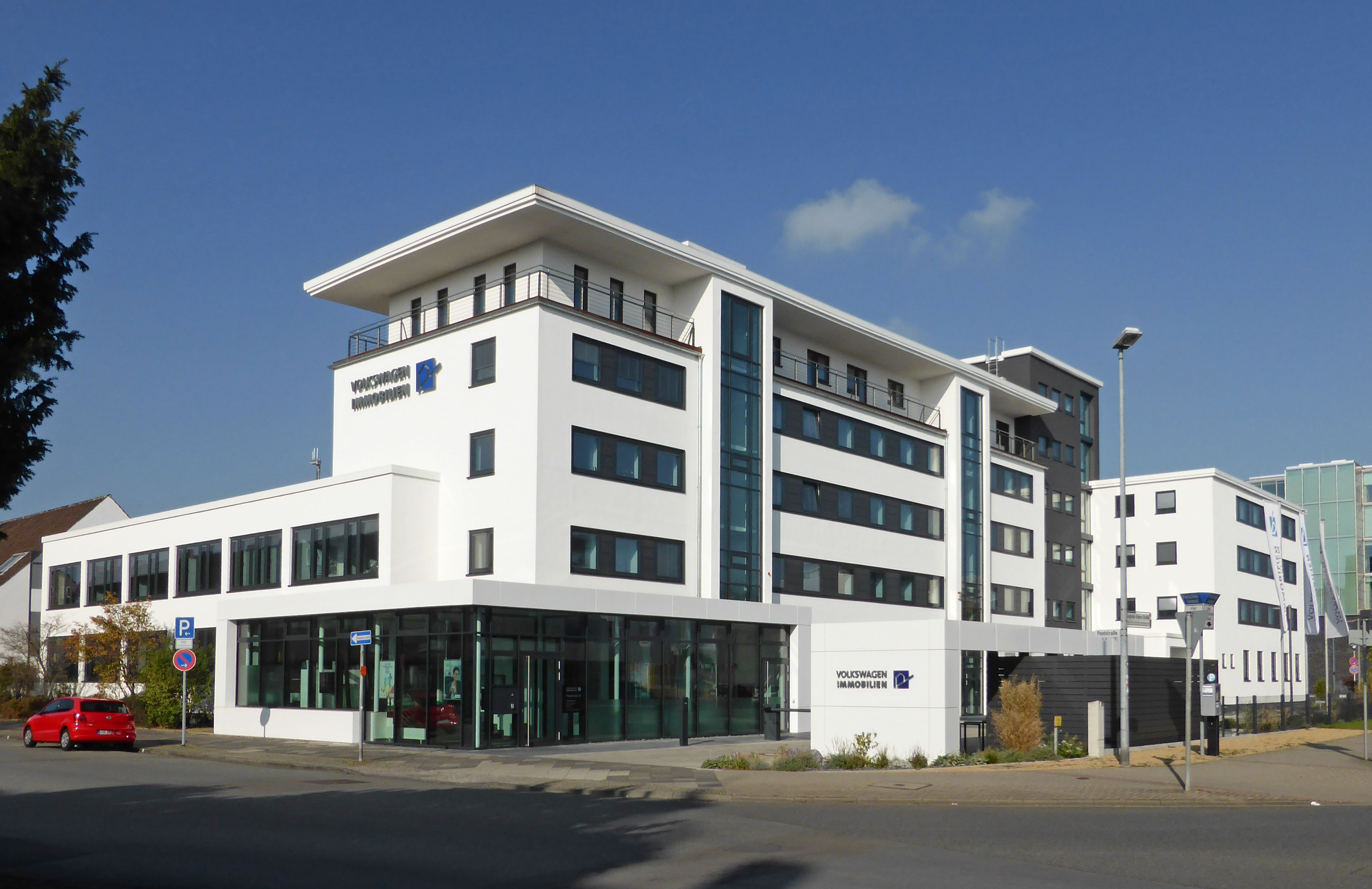
Unternehmenssitz

Die Volkswagen Immobilien GmbH ist ein Tochterunternehmen der Volkswagen AG mit Sitz in Wolfsburg. Sie entstand aus dem Zusammenschluss der Volkswagen Immobilien Service GmbH, der Volkswagen Gewerbegrund GmbH und der VW Wohnungs GmbH & Co. KG und wurde am 25. Juli 2011 als neuer Immobiliendienstleister im Handelsregister eingetragen.
Das Unternehmen ist mit rund 9.500 Wohnungen und einem Jahresumsatz 2023 von über 170 Mio. Euro jährlich einer der größten Wohnungsanbieter in Wolfsburg.

## Geschichte
Vor der Gründung eines eigenen Immobilienunternehmens errichtete die Bauabteilung der Volkswagenwerk GmbH bereits eine kleinere Anzahl an Häusern und Wohnungen in Wolfsburg, darunter 1950 die fünf Mehrfamilienhäuser für Führungskräfte des Volkswagenwerkes am Kiefernweg und das Gebäude der VW-Betriebskrankenkasse am Robert-Koch-Platz, sowie 1952 die Villa für den damaligen VW-Generaldirektor Heinrich Nordhoff im Stadtteil Steimker Berg.
Am 28. Januar 1953 wurde die VW-Wohnungsbau gemeinnützige Gesellschaft mbH gegründet. Ziel der Gründung war es, Wohnraum für die wachsende Belegschaft des Volkswagenwerks zu schaffen. Neben der städtischen Neuland Wohnungsgesellschaft sollte auch eine werkseigene Gesellschaft an der Behebung der Wohnungsnot arbeiten.
1962 erfolgte die Gründung der VW-Siedlungsgesellschaft mbH, um ohne die Auflagen der Gemeinnützigkeit weitere Möglichkeiten zum Wohnungsbau nutzen zu können.
Nachdem die Wohnungsgemeinnützigkeit in der Bundesrepublik Deutschland im Jahr 1990 abgeschafft worden war fusionierten die VW-Wohnungsbau gemeinnützige Gesellschaft mbH und die VW-Siedlungsgesellschaft mbH zur VW Wohnungs GmbH & Co. KG.
Seit 1994 stehen die Wohnungen von Volkswagen Immobilien, die zuvor den Volkswagen-Werksangehörigen vorbehalten waren, allen Mietinteressenten zur Verfügung.
Im August 2011 entstand durch Fusion von Volkswagen Gewerbegrund GmbH, Volkswagen Immobilien Service GmbH und VW Wohnungs GmbH & Co. KG, den damaligen Immobilienunternehmen der Volkswagen AG, die heutige Volkswagen Immobilien GmbH.